# 威利·罗森鲍姆

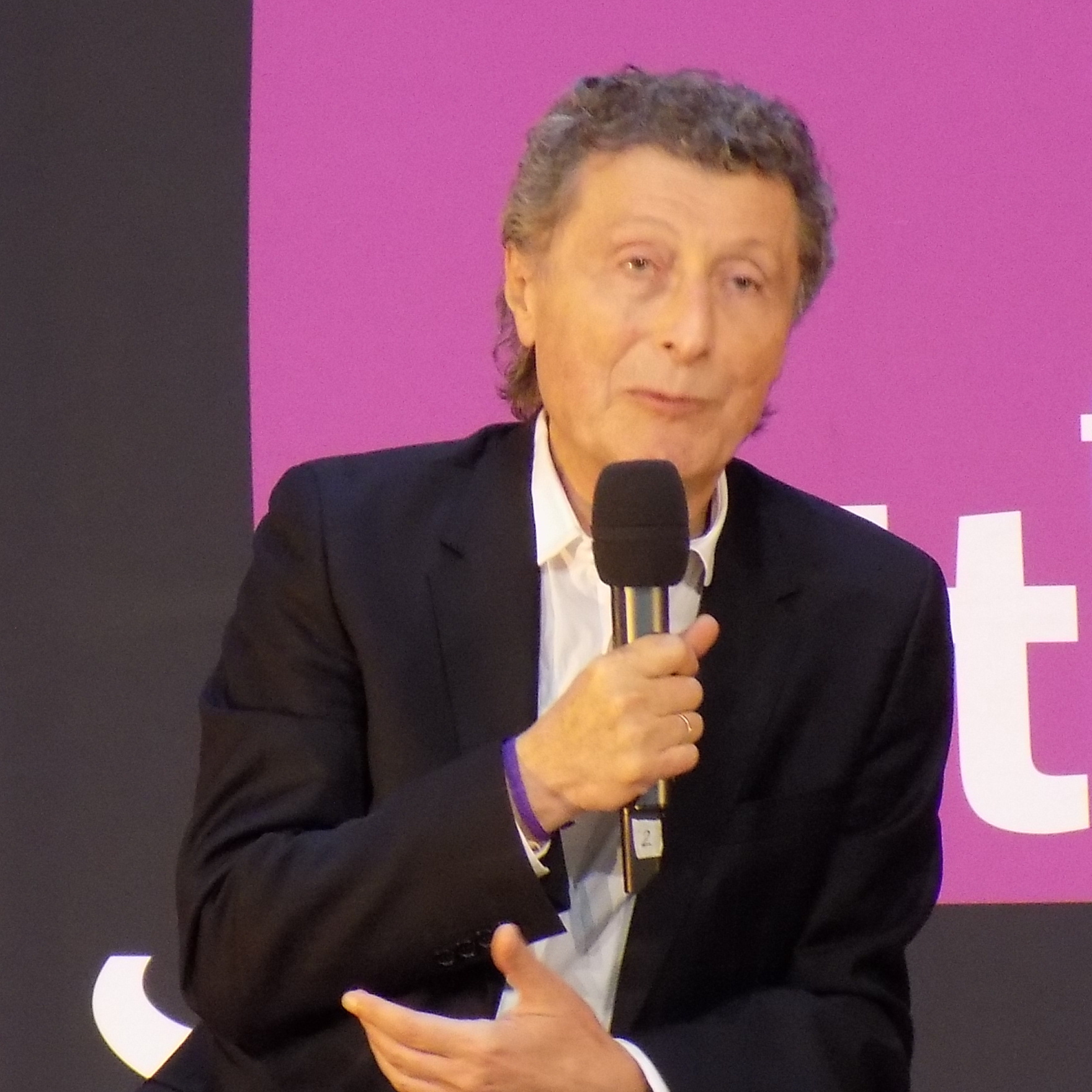
威利·罗森鲍姆 (2015)

威利·罗森鲍姆（1945年—），法国医学家，与吕克·蒙塔尼耶团队中的Jean-Claude Chermann一起发现了人类免疫缺陷病毒。他有自2003年11月19日起任法国国家艾滋病委员会主席，之前曾任巴黎六大传染病和热带病教授。